# Reflexe condiționate
Reflexe condiționate este un film românesc din 1987 regizat de Nell Cobar.